# Codici Sciclitani
Die Codici Sciclitani sind zwei Handschriften mutmaßlich aus dem 17. Jahrhundert, die am 15. März 1653 von dem Priester und Notar Giuseppe Di Lorenzo im Castello Triquestre in Scicli, Sizilien, transkribiert wurden. Die Echtheit ist umstritten.
Bei den beiden Originalen von 1091, zu denen auch noch ein drittes Dokument von 1404 gehört, handelt es sich um eine Einführung in den Sizilianischen Dialekt. Schon das dritte, jüngste Dokument erscheint als gefälscht, weil dabei eine Papierqualität benutzt wurde, die es im 15. Jahrhundert noch nicht gegeben hat. Untersuchungen zeigten, dass das verwendete Papier um 1515 hergestellt sein worden muss. Die Altersbestimmung der verwendeten Tinte deutet auf ein noch jüngeres Datum hin. Eine Fälschung im 19. Jahrhundert oder später ist ausgeschlossen.: S. 132
1878 wurden die Codici Sciclitani im Archiv der Bruderschaft Santa Maria La Nova in Scicli, Provinz Ragusa, zusammen mit den 108-seitigen Notizen Di Lorenzos aufgefunden, von Guglielmo Pinsero entziffert und von Corrado Avolio geprüft.:S. 15 Avolio prägte auch die Bezeichnung Codici Sciclitani.: S. 132 1882 erschien darüber ein Bericht, der die Originale als die ältest bekannten Schriftstücke in sizilianischer Sprache benannte. Zu diesem Zeitpunkt wurde nicht an ihrer Authentizität gezweifelt.:S. 17 Auch weitere Wissenschaftler wie beispielsweise der deutsche Glottologe Wilhelm Kupsch attestierten den damaligen Forschungsstand. Erst mit der Veröffentlichung der ursprünglichen Transkription Di Lorenzos 1990 von Melchiorre Trigilia (* 1941) begann der kontroverse Diskurs.
Auch die Frage nach der Sinnhaftigkeit der Fälschung ist noch nicht beantwortet. Warum fälschte man die Abschrift und nicht gleich das Original? Schließlich fand die Fälschung zu einer Zeit statt, als man von Altersbestimmung mithilfe von heutigen Techniken wie Radiometrischer Datierung, Vergleichsmikroskopie oder spektrografischer Untersuchung noch nichts wusste.: S. 132–134